# フリードリヒ・ヴィルヘルム1世 (メクレンブルク公)
フリードリヒ・ヴィルヘルム1世（ドイツ語: Friedrich Wilhelm I.、1675年3月28日 - 1713年7月31日）は、神聖ローマ帝国の領邦国家であるメクレンブルク＝シュヴェリーン公国の君主（在位：1692年 - 1713年）。

## 生涯
メクレンブルク＝グラーボウ公フリードリヒとクリスティーネ・ヴィルヘルミーネ・フォン・ヘッセン＝ホンブルクの長男として生まれた。彼は当時のメクレンブルク＝シュヴェリーン公クリスティアン・ルートヴィヒ1世の甥であった。クリスティアン・ルートヴィヒ1世に子供がいなかったため、彼が1692年に死去するとフリードリヒ・ヴィルヘルム1世がメクレンブルク＝シュヴェリーン公を継承した。1695年にメクレンブルク＝ギュストロー公グスタフ・アドルフが死去してメクレンブルク＝ギュストロー家が断絶すると、フリードリヒ・ヴィルヘルム1世と叔父のアドルフ・フリードリヒの間で激しい継承争いがおこり、内戦寸前の状況にまで追い込まれたが、外国の介入で終息した。1701年のハンブルク条約で2人が妥協し、メクレンブルクをメクレンブルク＝シュヴェリーンとメクレンブルク＝シュトレーリッツの2国に分割したのである（以降2国は1918年のドイツ帝国解体まで存続した）。この条約では長子継承も定められた。
1708年、フリードリヒ・ヴィルヘルム1世は三十年戦争と大北方戦争によってもたらされた財政問題を解決すべく新法を発布した。騎士と聖職者に課税した上で奴隷制度を廃止したのであった。農民たちは地主への依存から解放され、労働が強制ではなく給料という対価がつくようになった。しかし、この新法によりフリードリヒ・ヴィルヘルム1世と地主が激しく争った。
フリードリヒ・ヴィルヘルム1世はシュランゲンバートからの帰路の途中、1713年7月31日にマインツで死去した。妻のゾフィー・シャルロッテは余生をビュッツォウで過ごした。彼女は新しく建設されたシュヴェリーンのシェルフ教会の地下室、夫の隣で埋葬された。

## 家族
1704年1月2日、カッセルでヘッセン＝カッセル方伯カールの娘ゾフィー・シャルロッテ・フォン・ヘッセン＝カッセルと結婚した。2人の間に子は産まれなかった。
フリードリヒ・ヴィルヘルム1世は数多くの愛妾を抱え、少なくとも9人の庶子をもうけた。